# Muzeul de Istorie a Moldovei
Muzeul de Istorie a Moldovei este un muzeu național din Iași, amplasat în Piața Ștefan cel Mare și Sfânt nr. 1. 

## Istoric
Muzeul de Istorie a Moldovei a moștenit patrimoniul și tradițiile a două muzee mai vechi ce au funcționat la Iași din al doilea deceniu al secolului trecut, Muzeul de Antichități și Muzeul Municipal. Din anul 1954, Muzeul a primit spațiu în aripa vestică a Palatului Culturii, la parter. 
În prezent, Muzeul de Istorie a Moldovei este muzeu de rang național, dispunând de un patrimoniu variat, care permite reprezentarea tuturor epocilor istorice raportate la întreg spațiul carpato-danubiano-pontic și european. A fost conceput ca muzeu pilot, experiența sa stând la baza înființării celorlalte muzee de istorie din Moldova. Patrimoniul muzeului numără în prezent peste 30.000 de piese, multe de valoare excepțională, ilustrative pentru viața comunităților umane care au trăit în spațiul est-carpatic începând din paleolitic. Expoziția permanentă este desfășurată în spațiul a 20 de săli, pe o suprafață totală de 1470 mp. 
În afară de expoziția permanentă de la Palatul Culturii, Muzeul de Istorie a Moldovei administrează, de asemenea, următoarele obiective muzeale: 
- Muzeul Unirii, de pe Strada Alexandru Lăpușneanu nr. 14, din Iasi,
- Muzeul Memorial "Mihail Kogalniceanu" situat pe strada Mihail Kogălniceanu nr. 11, din Iași,
- Palatul Memorial "Al. I. Cuza" de la Ruginoasa, 63 km de Iași, pe șoseaua Iași-Pascani, precum și
- Rezervația Arheologică de la Cucuteni, din comuna Cucuteni, județul Iași, la 10 km de orașul Târgu Frumos.

Expoziția de bază prezintă piese de istorie și arheologie din epoca paleolitică (unelte, arme de silex, oase de animale de la Valea Lupului, Mitoc, Ripiceni, Ceahlău), neolitică (ceramică, unelte, figurine antropomorfe și zoomorfe din culturile Criș, Stoicani-Aldeni, Cucuteni), epoca bronzului (ceramică, unelte din culturile Monteoru, Costișa, Noua), epoca fierului (ceramică, brățări și verigi de bronz din cimitirul de la Stoicani, cuțit de bronz de la Tămăoani, pumnal de fier scitic din mormântul de la Comarna, vas grecesc attic descoperit la Frumușița, ceramică din siturile arheologice de la Stâncești, Cotnari, Băiceni, piese de harnașament de la Trușești. 
Civilizația geto-dacică din Moldova este reprezentată prin unelte, ceramică, obiecte de podoabă, statuete de lut de la Poiana și Piatra-Neamț, ceramică carpică din așezările de tip Scheia-Văleni și din necropolele de incinerație de tip Vârtișcoi-Poienești. Colecția mai include altare romane și cărămizi din castrul de la Barboși, inscripții funerare de la Isaccea (Noviodunum), obiecte de lut ars, bronz și sticlă de proveniență greacă, elenistică și romană descoperite în Dobrogea, unelte, vase de sticlă, amfore și obiecte de podoabă (cultura Sântana de Mureș), piese medievale (unelte, arme, cahle, obiecte de podoabă), colecții de numismatică antică, medievală și modernă, documente medievale și moderne. 
Expoziția de istorie contemporană (care se încheie înainte de al II-lea război mondial) este prezentată într-o formă nouă, depolitizată, și a fost inaugurată în 1997. Au apărut teme noi, precum istoria Bisericii ortodoxe și istoria regalității în România.